# Lacóbriga

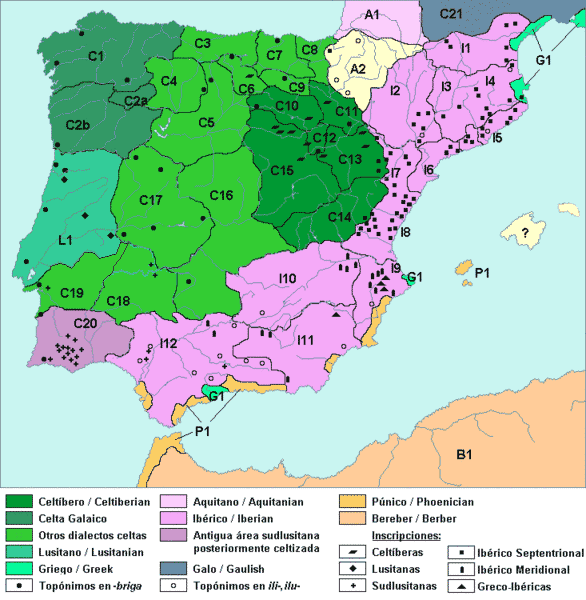
Lacóbriga és en C20, a la península Ibèrica preromana

Situació de l'actual ciutat de Lagos

Lacóbriga (en llatí Lacobrica) fou una antiga població d'origen celta, identificada com l'antecessora de l'actual ciutat de Lagos, a Portugal.

## Història

### Fundació i expansió
El lloc on s'alçava l'urbs de Lacóbriga encara és discutit: s'hi han suggerit diverses hipòtesis, com Fonte Coberta, Serro da Amendoeira, Figueira da Misericórdia, Figueiral, i Paul; no obstant això, l'indret més acceptat és la muntanya Molião. Serro da Amendoeira i Figueiral no són viables, per la seua situació; Paul, situat entre la muntanya Molião i el final de la vall de Bensafrim, a la vora del llogaret de Portelas, és considerat una millor hipòtesi, atès que ací arribaven les aigües de les marees, possibilitant la creació de bivalves, amb els quals els habitants podien complementar-ne l'alimentació. Tal com s'esdevé amb Fonte Coberta, però, els vestigis arqueològics presents no sostenen l'existència d'un poblat. En contrast, la muntanya Molião presenta importants troballes arqueològiques, del període prehistòric fins al domini romà, a més de ser un lloc ideal per la facilitat amb què s'hi podien establir defenses. La ciutat la degueren fundar els conis al voltant de l'any 1899 aC.

### Domini cartaginés
Va ser conquerida pels cartaginesos, dirigits per Amílcar Barca en una data indefinida. Al segle IV aC, el poble més antic fou destruït per un terratrèmol, i es reedificà en l'actual situació de Lagos pel capità cartaginés Boodes al 250 aC.

### Domini romà
Al 76, Lacóbriga és assetjada per les tropes romanes, dirigides pel procònsol Quint Cecili Metel Pius, que tallen el proveïment d'aigua, bé preciós en la ciutat a causa de la quasi inexistència de fonts d'aigua potable; en resposta, Quint Sertori envia tropes i aigua, i conquereixen la ciutat. Durant l'ocupació romana, es fa un important centre industrial, comprovat pels diversos tancs de salaó trobats, on es produïa el garum, un compost de peix salat.

## Caiguda de l'Imperi Romà d'Occident

### Invasions bàrbares
Amb la caiguda de l'Imperi Romà d'Occident, la ciutat és ocupada al segle v pels visigots del Regne de Toledo i més tard per l'Imperi Romà d'Orient.

### Conquesta musulmana
La ciutat fou presa pels musulmans al 716, i canvià el nom per Halaq Al-Zawaia.